# Carlos Martínez (Mittelstreckenläufer)
Carlos Martínez (Carlos Rodolfo „Charly“ Martínez de Anda; * 1949; † 31. Dezember 2013) war ein mexikanischer Mittelstrecken-, Langstrecken- und Hindernisläufer.
Bei den Leichtathletik-Zentralamerika- und Karibikmeisterschaften 1969 gewann er Bronze über 800 m und Silber über 1500 m.
1971 holte er Bronze über 1500 m bei den Zentralamerika- und Karibikmeisterschaften. Bei den Panamerikanischen Spielen in Cali wurde er Siebter über 1500 m und Achter über 800 m.
Bei den Zentralamerika- und Karibikspielen 1974 folgte Bronze über 1500 m. 1975 siegte er bei den Zentralamerika- und Karibikmeisterschaften über 1500 m und errang Bronze über 5000 m. Bei den Panamerikanischen Spielen in Mexiko-Stadt gewann er Silber über 1500 m und Bronze über 800 m.
1977 siegte er über 3000 m Hindernis bei den Zentralamerika- und Karibikmeisterschaften und wurde Siebter beim Leichtathletik-Weltcup in Düsseldorf. Bei den Zentralamerika- und Karibikspielen 1978 holte er in dieser Disziplin Silber.
Als Trainer betreute er den Marathonläufer Rodolfo Gómez.

## Persönliche Bestzeiten
- 800 m: 1:48,78 min, 15. Oktober 1975, Mexiko-Stadt (ehemaliger mexikanischer Rekord)
- 1500 m: 3:42,66 min, 29. Mai 1976, Bydgoszcz
- 1 Meile: 3:58,4 min, 24. Mai 1975, Modesto (ehemaliger mexikanischer Rekord)
- 3000 m Hindernis: 8:51,0 min, 6. August 1977, Xalapa